# 耿額
耿額（穆麟德轉寫：genggei，？—1712年），滿洲，清朝政治人物、清朝刑部尚書。
曾任左都御史。康熙四十六年六月癸未，接替阿山，擔任清朝刑部尚書，后改兵部尚書。由巢可讬接任。康熙五十年，因皇太子而結黨被鎖拿。翌年因查出受賄一千兩，秋後處決。